# Далевские
Далевские (Dalewscy) ― шляхетский польский род.

## Известные представители рода
- Доминик Далевский, владелец фольварка Кункулка в Лидском уезде, жена ― Домника из рода Наркевичей. Имели 9 детей.
- Александр Доминикович Далевский (1827—1862), один из организаторов Братского союза литовской молодёжи. В 1849—1858 гг. в тюрьме, на каторге, в сибирской ссылке.
- Аполлония Доминиковна Далевская (1841-после 1915), в замужестве Сераковская, жена Зигмунта Сераковского. После восстания 1863—1864 выслана в Новгород. С 1867 в Варшаве. Автор воспоминаний о польском восстании 1863 года.
- Константин Доминикович Далевский (1837—1871), участник восстания 1863—1864 гг. на Ковенщине, командовал отдельным отрядом, был ранен. После восстания в эмиграции. Во время Парижской коммуны 1871 был расстрелян версальцами.
- Франтишек Доминикович Далевский (1825—1904), один из организаторов Братского союза литовской молодёжи. В 1850—1860 гг. на каторге в Сибири. Накануне и в во время восстания 1863—1864 гг. один из руководителей партии «белых», член Отдела управления провинциями Литвы. В июне 1863 года арестован и приговорён к 20 годам каторги. С 1883 года в Варшаве.
- Титус Доминикович Далевский (1840—1864), участник студенческих кружков в Москве и Петербурге, где учился в университетах. С лета 1863 года ближайший помощник Кастуся Калиновского по руководству восстанием. Арестован и расстрелян в Вильно.

## Из сообщения виленского губернатора
Из сообщения губернатора города Вильно новгородскому губернатору В. Я. Скарятину, сентябрь 1863 года
«В г. Вильно проживало семейство Далевских, состоявшее из матери ― дворянки Далевской, сына Франца и дочерей: Теклы, Сусанны, Юзефы, Ксаверии и Аполлонии.
Все это семейство постоянно отличалось политическим направлением, обнаружившимся еще в 1849 году тем, что один из членов оного, именно Франц Далевский, принял тогда деятельное участие в устройстве восстания на Литве, первый подал мысль об этом, собирал денежную сумму и рассылал по всему краю своих агентов.
Такие действия Франца Далевского были вскоре обнаружены, и, по произведенному суду признанный виновным, несмотря на упорное запирательство, он был сослан в каторжную работу в рудниках сроком на пятнадцать лет.
Впоследствии, по милосердию Государя Императора, Далевскому было дозволено возвратиться на родину, но по прибытии в Вильно он, не почувствовав монаршего милосердия, вновь обнаружил революционное направление, а по открытию в здешних краях мятежа принял деятельное в нем участие, вступил в сношение с лицами, подозревавшимися в образовании в Вильно революционного комитета и, как обнаружено некоторыми показаниями, сам сделался членом комитета.
Вместе с этим Далевский начал вербовать молодых людей, но в июле месяце был захвачен на месте преступления в то время, когда прибыл в квартиру чиновника Гаевского для отправления его в шайку Вислоуха. В сем последнем преступлении Далевского приняла участие его старшая сестра девица Текла, причем она сначала сама познакомилась с Гаевским и его теткою, и затем настоятельно упрашивала брата вступить в сношение с Гаевским.
Из других сестер Далевского девицы Сусанна, Юзефа и Ксаверия, равно мать Далевского, вдова Доменика, оказывали явное потворство преступным действиям своих родных,.. при производстве следствия, видимо, старались скрыть истину, давая уклончивые ответы…».